# 3-아이오도티로나민
3-아이오도티로나민(영어: 3-iodothyronamine, T1AM)은 내인성 티로나민이다. 3-아이오도티로나민은 최근에 발견된 G 단백질 연결 수용체인 미량 아민 관련 수용체인 미량 아민 관련 수용체 1(TAAR1)에 대한 고친화성 리간드이다. 3-아이오도티로나민은 지금까지 발견된 가장 강력한 내인성 TAAR1의 작용제이다. 3-아이오도티로나민에 의한 TAAR1의 활성화는 다량의 cAMP를 생성시킨다. 이러한 효과는 체온 및 심박출량과 관련이 있다. 우(Wu) 등은 이러한 관계가 내분비계의 전형이 아니라는 것을 지적하고, TAAR1의 활성이 일부 조직의 G 단백질과 연결되지 않을 수도 있고, 3-아이오도티로나민이 다른 수용체의 하위 유형들과 상호작용을 할 수도 있음을 보여주었다.
3-아이오도티로나민은 음성 근수축 효과를 유도하고, 심박출량을 감소시킬 수 있기 때문에 심장 기능을 조절하기 위한 신호전달 경로의 일부일 수 있다.

## 같이 보기
- o-페닐-3-아이오도티라민
- 미량 아민